# The Setting Sun
O Sol Poente (斜陽, Shayō) é um romance japonês de Osamu Dazai.  Foi publicado em 1947 e se passa no Japão pós-Segunda Guerra Mundial. Conta a história de uma família aristocrata em declínio e crise nos primeiros anos após o fim da guerra.

## Enredo
Kazuko, de 29 anos, seu irmão Naoji e sua mãe viúva são membros de uma família aristocrática empobrecida que vive na Tóquio do pós-guerra. Kazuko era casada, mas se divorciou e voltou para a casa da família após alegar que teve um caso extraconjugal com um pintor que admirava. A criança que ela esperava nasceu morta. Naoji, que serviu nas forças armadas no Pacífico Sul, é declarado desaparecido. Kazuko se lembra de uma época em que queimou ovos de cobra, pensando que eram ovos de víbora. É revelado que no momento da morte do pai de Kazuko, havia muitas cobras presentes dentro e ao redor da casa, que portanto se tornaram ameaçadoras aos olhos dela e de sua mãe.
Kazuko e sua mãe mudam-se para o interior da península de Izu com a ajuda de um parente, e ela começa a trabalhar no campo para apoiá-los, alegando estar se tornando uma "mulher rude". Um dia, Naoji finalmente retorna. Ele é viciado em ópio como era antes da guerra. Ele trata sua mãe e irmã com crueldade e passa a maior parte do tempo nos círculos literários de Tóquio aos quais estava associado antes de ser convocado. Kazuko encontra o "Moonflower Journal" de Naoji, no qual ele discursa sobre a intolerância e a insinceridade das pessoas e escreve sobre seu vício e suas lutas como escritor e indivíduo.
Kazuko escreve para o romancista Uehara, um velho conhecido e mentor de seu irmão, que ela conheceu quando ainda era casada. Ela declara que o ama e adora e quer ter um filho dele, embora saiba que ele é alcoólatra. Refere-se repetidamente às ideias do cristianismo e do marxismo, tendo lido um livro de Rosa Luxemburgo que encontrou nos pertences do irmão, e dedica as cartas a "M.C.", resolvendo as iniciais tanto como "Meu Tchekhov" como "Meu Filho". Ele não responde. Enquanto isso, a saúde de sua mãe piora e ela é diagnosticada com tuberculose. Kazuko vê uma cobra preta na varanda e lembra como seu pai morreu quando uma estava presente. Logo depois, sua mãe morre.
Kazuko finalmente conhece Uehara, anos após seu primeiro encontro. Pouco depois, Naoji morre por suicídio, deixando para trás uma carta para sua irmã que dá como motivo seus sentimentos de fraqueza por sua ascendência aristocrática, denunciando também todas as ideologias que suprimem o indivíduo. A história termina com uma carta de Kazuko para Uehara. Ela revela que está grávida e quer criar o filho sozinha, abandonando a velha moralidade e abraçando um novo modo de vida revolucionário. Ela termina a carta dirigindo-se a Uehara mais uma vez como MC, desta vez resolvendo as iniciais como "Meu Comediante".

## Publicação
O segundo mais conhecido romance do autor (logo depois de Declínio de um Homem), foi publicado pela primeira vez em formato serializado na revista Shinchō entre julho e outubro de 1947, antes de ser publicado como livro no mesmo ano.